# Жёлтая ветка
Жёлтая ветка (ЖВ) — российская андеграунд-рэп группа из Москвы.

## История
Жёлтую Ветку создали летом 2004 года рэпер-поэт Олег Opus и участник распавшегося незадолго до этого проекта «Семь Семь Рус» — Миг29, также известный как Заги Бок. Вскоре к ним присоединился Ангел — фристайлер с района.
Музыканты встречались по выходным, писали треки на домашней студии. Несколько раз выступали в московских клубах. Спустя год издали дебютный альбом «Начинай говорить вслух» при скромном участии друзей — гитариста Доктора Дрима и певицы Яны Акулы.
В 2006 году Олег Опус покинул группу. В том же году вышел би-сайд сборник — «Не начинай говорить вслух iБом».
2007-й год ознаменовался возросшим количеством концертов, выходом нового альбома Жёлтой Ветки «Генномодифицированные овощи» при участии московских андеграундных хип-хоп исполнителей — RC, Bookaman, 5016, Re-Pac и Kunteynir. С 2008-го группа стабильно отмечается на сборнике «Gourmet Music» и «ЦАО Records» — «Hip-Hop Для Гурманов» и начинает сотрудничать с группой «CENTR», в частности с Guf’ом. После распада группы «CENTR», у всех участников в течение трёх месяцев вышли сольные альбомы. Миг29 отметился на альбоме Guf'а «Дома» в треке «Провода».
В 2010-м году Жёлтая Ветка совместно со своими соратниками и ближайшими друзьями, группой «Полумягкие», образовала новый коллектив «Good Hash Production» и через несколько месяцев лейблом  «ЦАО Records» уже был выпущен дебютный альбом «Куплеты с золотой печатью», дистрибуцией которого занималась компания «CD Land». Своим участием этот альбом осчастливила целая плеяда исполнителей, как то: бывший участник «Жёлтой Ветки» Opus, небезызвестный Guf, участник московской группы «Чёрная Экономика» Mesr, один из лучших российских фристайлеров Re-Pac, а также многие другие.
Группа продолжала существовать в рамках коллектива «Good Hash Production», а в конце 2012 года неожиданно выпустила свой четвёртый диск, по-простецки озаглавленный «Underground», и составленный из треков, записанных в период с 2008-го по 2012 год.
В 2015 году группа участвовала в Восьмом командном баттле hip-hop.ru, дойдя до четвертого раунда.
В 2016 группа выпускает новый альбом из старых треков "Старые школьники".
В 2017 году участник группы Заги Бок выпускает новый сольный альбом "Проклятие негритенка с папироской".
Так же Заги Бок участвовал в 17 независимом баттле, дойдя до 5 раунда.
В 2021 году группа участвовала в 9 командном баттле дойдя до 4 раунда.
В этом же году группа выпускает новый альбом "Глубина залегания". И в том же году участник группы Заги бок выпускает сольный альбом " Сложносочиненный".
В 2022 году участник группы Желтая ветка Ваня Ангел выпускает сольный альбом "Исходная точка".

## Дискография

### Официальные релизы
- Начинай говорить вслух (2004)
- Не Начинай Говорить Вслух іБом (2007)
- Генномодифицированные овощи (2007)
- Underground (2012)
- Старые школьники (2016)
- Глубина Залегания (2021)

### Сольные альбомы участников
- Заги Бок — Ящер играющий в ящик (EP, 2013)
- Заги Бок — Проклятие негритёнка с папироской (EP, 2017)
- Заги Бок — Сложносочинённый (EP  2021)
- Ангел - Исходная точка (EP, 2022)

### Good Hash Production
- Куплеты с золотой печатью (2010)
- Тот самый (2012)
- Пришествие (2015)

### Сборники
- Хип-хоп для гурманов vol.2
- Хип-хоп для гурманов vol.3
- RapProtest Concept (CD LAND)
- Рэп со знаком качества — 1
- Новости от Rap Records 10

### Синглы
- Жёлтая Ветка - Называй нас ЖВ
- MC Кальмар feat. Заги Бок - Красивый вид
- MC Кальмар feat. Заги Бок, Трагедия Всей Жизни — Из говяжьих хвостов
- Guf — «Провода» (feat. Миг29 a.k.a. Заги Бок)
- Советский feat. Заги Бок, Невменяемый — Доброе Утро
- Ка Че — Не переживай feat. Миг29, Ваня Ди (СВК)
- Жёлтая Ветка feat. Полумягкие — Настрой курится
- Жёлтая Ветка feat. Твёрдый Мики (Полумягкие) — Пластид
- ЮгоВосток feat. Жёлтая Ветка — Нерасисты
- Good Hash Production, Bookaman, Guf — Три точки
- Жёлтая Ветка — Мой новый паспорт (feat. 5016)
- Жёлтая Ветка — Хоррор, Сука! (feat. Mels a.k.a. Твердый Мики)
- Жёлтая Ветка, Полумягкие, Юга — Паспарту
- Жёлтая Ветка feat. Полумягкие, Zapadavostok — Всем постам
- Kunteynir — Как положено (feat. Желтая Ветка)
- Opus feat. ИМ — Проще
- Заги Бок (Жёлтая Ветка) feat. Бамбини — Без Б
- Заги Бок feat. Mesr, Твёрдый Мики — Мы всё видим
- Жёлтая Ветка feat Полумягкие — Муравейник
- Mesr — Лечить За Суть (Feat. Жёлтая Ветка)
- Жёлтая Ветка — Насрали чуть поплотнее feat. Kunteynir
- Good Hash Production — Кто
- Ангел feat. Полумягкие — Стандарт
- Заги Бок — Друг
- Заги Бок — По чесноку
- Заги Бок — Бесконечно
- Заги Бок — Кротовая нора

### Клипы
- Заги Бок feat. Mesr, Твёрдый Мики — Мы всё видим
- Жёлтая ветка — Андеграунд
- Good Hash Production — Живой

#### Участие
- 2012 — Лечить за суть — «Mesr»
- 2014 — О том — «Kunteynir»
- 2016 — (EP альбом Chevs’а от проекта Полумягкие)